# Американський біографічний інститут

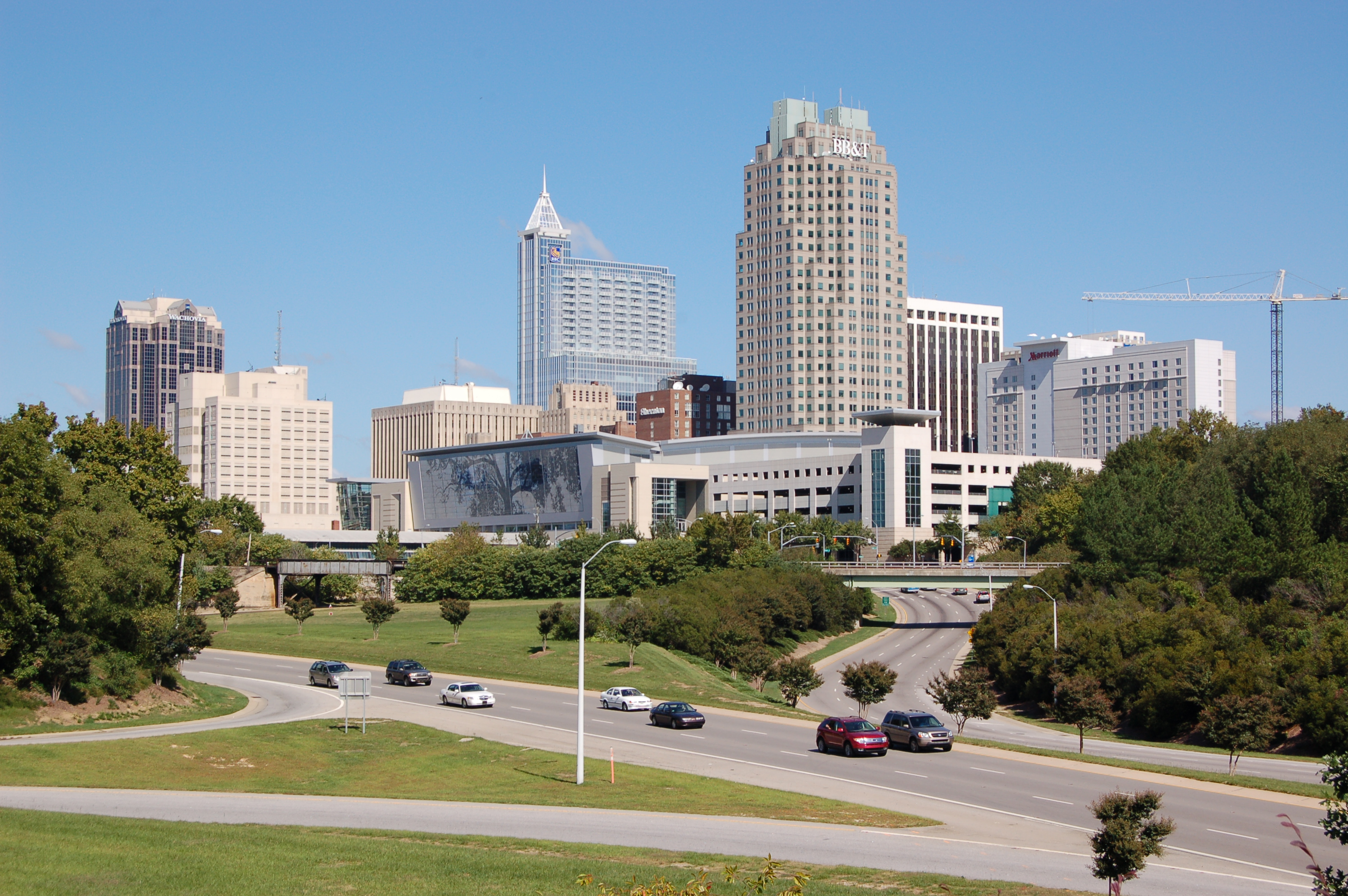
Місто Ролі, штату Північна Кароліна (США), де знаходиться Американський біографічний інститут

Американський біографічний інститут (англ. American Biographical Institute) — приватна організація в США (місто Ролі, штат Північна Кароліна), яка спеціалізується на присвоєнні від власного імені марнославним людям різного роду звань, нагород, а також публікації у власних спеціальних виданнях з престижними назвами їх біографій

## Історія
Американський біографічний інститут (АБІ) створений в 1967 році.
Існує за рахунок плати за присвоєння звань і титулів від осіб, яким їх присвоює, а також продажу різного роду видань з біографіями цих людей.
АБІ в переважній більшості випадків присвоює звання і титули людям, які їх заслуговують.
Така діяльність АБІ з часом дозволила набути їм популярності, а присвоювані ними звання певного престижу. Цьому сприяло й також те, що в списках відзначених були прізвища відомих державних діячів, політиків, журналістів, бізнесменів та спортсменів.
Не обійшлось, в окремих випадках, і без звинувачень АБІ в шахрайстві від журналістів і зацікавлених осіб.
Американський біографічний інститут є найпопулярнішою такого роду організацією у світі.
В інших країнах також існують подібні організації, наприклад, Кембріджський біографічний інститут (Велика Британія), Людина року (Україна).

## Організація діяльності
АБІ вибирає людину, яка за якийсь період (рік, десятиліття тощо) добилась певних успіхів в області своєї діяльності, що засвідчують одержані нею офіційні нагороди і відгуків в засобах масової інформації, і пропонує цій людині, за певну плату, одержати сертифікат (диплом) про набуття нею певного неофіційного престижного звання (Людина року в галузі фінансів, Посол знань, П'ятсот Лідери впливу тощо) або надрукувати її біографію у своїх виданнях.
Підбором таких осіб в усіх державах світу займається спеціальний підрозділ інституту і його агенти в цих державах.
Тим, хто приймає таку пропозицію, рекомендують написати свою біографію відповідно до запропонованої схеми, яка публікується на ABI без перевірки достовірності інформації, що міститься в ній.
Ціна за публікацію біографії або отримання звання чи титулу може сягнути до 795 доларів Ціна залежить не тільки від певної нагороди але й від якості підтвержуючого сертифіката (диплома).
Наприклад, в 2005 році інститут присвоїв 200 титулів «Людина року», продаючи сертифікати за ціною від 195 до 295 доларів.
Нагородженому, а також усім охочим, пропонується також купити видання АБІ, де зафіксована інформація про факт нагородження.
ABI, разом з Міжнародним біографічним центром, організовує щорічний «Всесвітній форум» (World Forum) (раніше відомий як Міжнародний конгрес у справах мистецтв і комунікацій), який запрошує групу людей на тиждень узяти участь в семінарі (за власний кошт) і переглянути всі види презентація.
«Всесвітній форум» проводиться щороку в іншому місті. За останні 31 рік захід було проведено в наступних містах: Нью-Йорк, Вашингтон, Новий Орлеан, Сан-Франциско, Единбург, Кембридж, Найробі, Мадрид, Лісабон, Оксфорд, Сінгапур та Сідней.

## Нагороди та звання
ABI постійно створює і продає нові нагороди і титули.
В 2010 році Американським біографічним інститутом були присуджені такі нагороди і титули:
- Людина року в галузі фінансів;
- Посол Великого Високопреосвященства;
- Посол знань;
- Американський Зал слави;
- Американська Почесна медаль;
- Американський медаль Переваги;
- Американський Орден за заслуги;
- Пам'ятна медаль Пошани;
- Спільнота світових лідерів;
- Сучасна еліта;
- Континентальний губернатор для Сполучених Штатів Америки;
- Заступник губернатора Асоціації науково-дослідного інституту Американського біографічного інституту;
- Заслужений Young Leadership Award;
- Ейнштейна Голова науки;
- Член Американського біографічного інституту;
- П'ятсот Лідери впливу;
- Геній Малайзії;
- Золотий список досягнень;
- Геній США;
- Великі уми 21 століття;
- Grand Ambassador з досягнень;
- Великі жінки 21 століття (два різновиди);
- Інтелектуальна (жінка) року;
- Міжнародний культурний Почесний Диплом;
- Міжнародний Словник експертів і експертиз (внесення в списки);
- Міжнародний Каталог заслуженого лідерства;
- Міжнародна людина року;
- Міжнародна медаль бачення;
- Міжнародна премія миру;
- Міжнародні Профілі талановитих лідерів;
- Ключ успіху: Лідер релігії;
- Легендарний лідер;
- Орден Почесного легіону;
- Людина Досягнення;
- Людина премії Досягнення;
- Людина науки;
- Людина року;
- Диплом магістра з відзнакою;
- Медична Премія досконалості;
- Медична наука Винагорода переваги;
- Член Всесвітнього інституту Досягнення;
- Медаль Пошани тисячоліття;
- Найшанованіша Людина десятиліття;
- Найбільш помітний інтелектуал;
- Один з Геніїв Еліти;
- Видатний Жіночий Виконавчий;
- Видатна Людина 20-го століття;
- Видатний Людина 21-го століття;
- Консультативна професійна Жіноча рада;
- Наукова Винагорода переваги;
- Сидіння Мудрості;
- Сер Ісаак Ньютон — Науково Винагорода переваги;
- Посол Суверенного Ордену американських послів;
- Жінка досягнень;
- Жінка року;
- Жінка року в галузі медицини та охорони здоров'я;
- Світовий Лауреат Норвегії;
- World Award за вислугу;
- Світова Медаль Свободи;
- Більшість Світових шановних експертів;
- 500 найбільших геніїв 21-го століття та інші[3].